# El juego del ahorcado
Pour plus de détails, voir Fiche technique et Distribution.
El juego del ahorcado est un film espagnol réalisé par Manuel Gómez Pereira, sorti en 2008.

## Synopsis
À Gérone, en 1989, le film suit deux amis d'enfance, Sandra et David, qui vont passer leur adolescence ensemble et tomber amoureux.

## Fiche technique
- Titre : El juego del ahorcado
- Réalisation : Manuel Gómez Pereira
- Scénario : Salvador García Ruiz et Manuel Gómez Pereira d'après le roman de Imma Turbau
- Musique : Bingen Mendizábal
- Photographie : Juan Amorós
- Montage : José Salcedo
- Production : Ana Amigo, Manuel Gómez Pereira, Tristan Lynch et Dominic Wright
- Société de production : El Amigo de Lenon, Ovídeo TV et Subotica
- Pays :  Espagne et  Irlande
- Genre : Drame et romance
- Durée : 114 minutes
- Dates de sortie : 
  -  Espagne : décembre 2008 (présentation pour les prix Goya), 30 janvier 2009

## Distribution
- Clara Lago : Sandra
- Álvaro Cervantes : David
- Adriana Ugarte : Olga
- Abel Folk : le père de Sandra
- Victòria Pagès : la mère de Sandra
- Víctor Valdivia : Rafa, le frère de Sandra
- Boris Ruiz : Antonio, le père de David
- Àngels Bassas : la mère de David
- Mary Murray : Margaret
- Cristina Brondo : Dolo
- Antonio Higueruelo : Toni
- Nacho Fernández : David à 8 ans
- Carlota Morien : Sandra à 7 ans
- Juanma Falcón : Carlos
- Michael Sheehan : Paddy
- Sergi Barreda : Jaime

## Distinctions
Le film a été nommé pour deux prix Goya.